# Eyes of Mozambique
Eyes of Mozambique er en dansk dokumentarfilm fra 2004 instrueret af Christian Holten Bonke.

## Handling
Denne artikel mangler et handlingsreferat. Hjælp os med at skrive det.